# Sudamerlycaste fragans
Sudamerlycaste fragans là một loài thực vật có hoa trong họ Lan. Loài này được (Oakeley) Archila mô tả khoa học đầu tiên năm 2002.